# شهرستان لوهوو
شهرستان لوهوو (به لاتین: Luhuo County) یک منطقهٔ مسکونی در چین است که در ولایت خودمختار گارزئی تبتی واقع شده‌است.